# ديفيد ويد (عسكري)
ديفيد ويد (بالإنجليزية: David Wade)‏ هو عسكري أمريكي، ولد في 15 يونيو 1911 في مندن في الولايات المتحدة، وتوفي في 11 مايو 1990.